# 俄罗斯陆军第64独立近卫摩托化步兵旅
第64独立近卫摩托化步兵旅（俄语：64-я отдельная гвардейская мотострелковая бригада，部队代号51460）是俄罗斯陆军的摩托化步兵旅，隶属于东部军区的第35诸兵种合成集团军，驻伯力附近的克尼亚泽-沃尔孔斯科耶。前身为1967年在远东军区成立的第882摩托步兵团，2009年改制为步兵旅。

## 历史沿革
该步兵旅前身为1967年成立的第882摩托步兵团（882-й мотострелковый полк）。1967年8月，驻莫斯科军区下诺夫哥罗德的第60坦克师改制为移动机动步枪师，归于远东军区。新建的师驻克尼亚泽-沃尔孔斯科耶，1967年10月加入第129摩托步枪训练师，1970年迁往哈巴罗夫斯克边疆区克拉斯纳亚雷奇卡，归于第45军第270摩托步枪师。1972年11月，加入第15军。
1974年10月，该团改制为预备反应部队。1980年5月11日，降为B级兵力。1994年12月，提升为战时兵力。1995年1月8日和9日，部分兵力加入第245独立摩托化步兵旅，参加第一次车臣战争，在穆利诺集结。1997年9月1日，该团迁至第81近卫机动步枪师。1999年6月6日，该团直属远东军区司令部，2001年退出预备反应部队。同年6月，加入第35军第270摩托化步兵旅，到2009年改制为第64独立摩托化步兵旅（64-я отдельная мотострелковая бригада）。2012年，驻地搬回克尼亚泽-沃尔孔斯科耶。2014年1月，该旅一辆T-72主戰坦克在打靶练习中爆炸，造成1名军官和2名士兵死亡。
2022年俄羅斯入侵烏克蘭期间，该旅派驻基辅西北部，乌克兰政府声称该部队参与布查戰役及布恰大屠杀，国防部表示获悉该旅部分士兵的名字及其他个人信息。
不久之后的2022年4月18日，俄罗斯总统弗拉基米尔·普京授予该旅“近卫”荣誉称号，称第64独立近卫摩托步兵旅。
2022年6月3日，所有第64獨立近衛摩托化步兵旅的軍人都受到歐盟制裁。